# Bigote de morsa

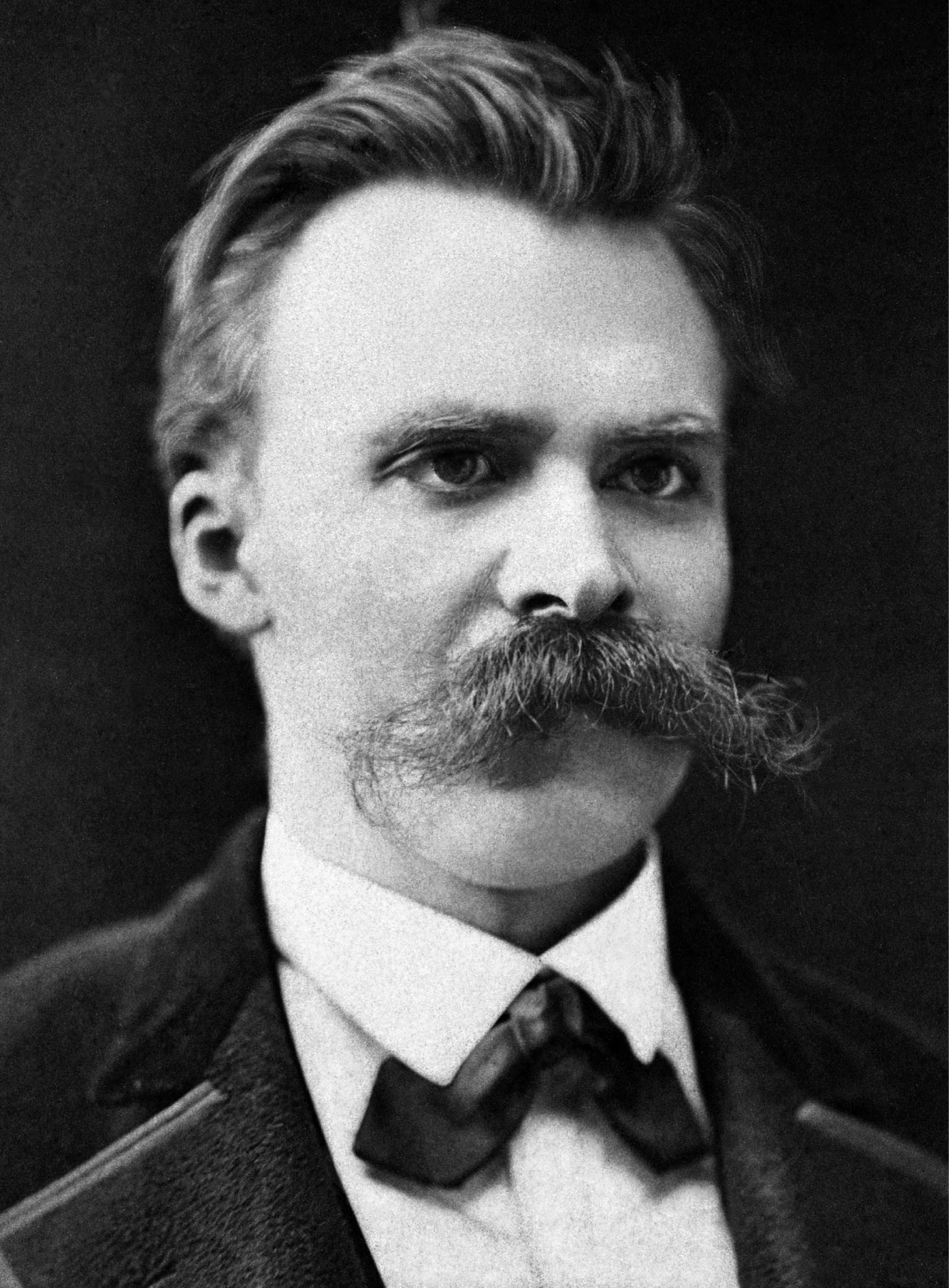
El filósofo alemán Friedrich Nietzsche.

El bigote de morsa es un estilo de bigote, que se caracteriza por ser gruesos y tupidos. El estilo se asemeja a los bigotes de una morsa, de ahí el nombre.

## Historia
Según se informa, los primeros registros del uso de este estilo de bigote fue en la Antigüedad, como un rasgo étnico de celtas, unos pueblos originarios de Europa Occidental. El bigote de morsa disfrutó de una inmensa popularidad entre los hombres en la última parte del siglo XIX y principios del siglo XX. Los caballeros, desde científicos hasta filósofos y políticos, a menudo favorecían el aspecto áspero que creaba el estilo.
Después de caer en desgracia en la década de 1920, disfrutó de un resurgimiento temporal durante la revolución de la contracultura juvenil de la década de 1960.

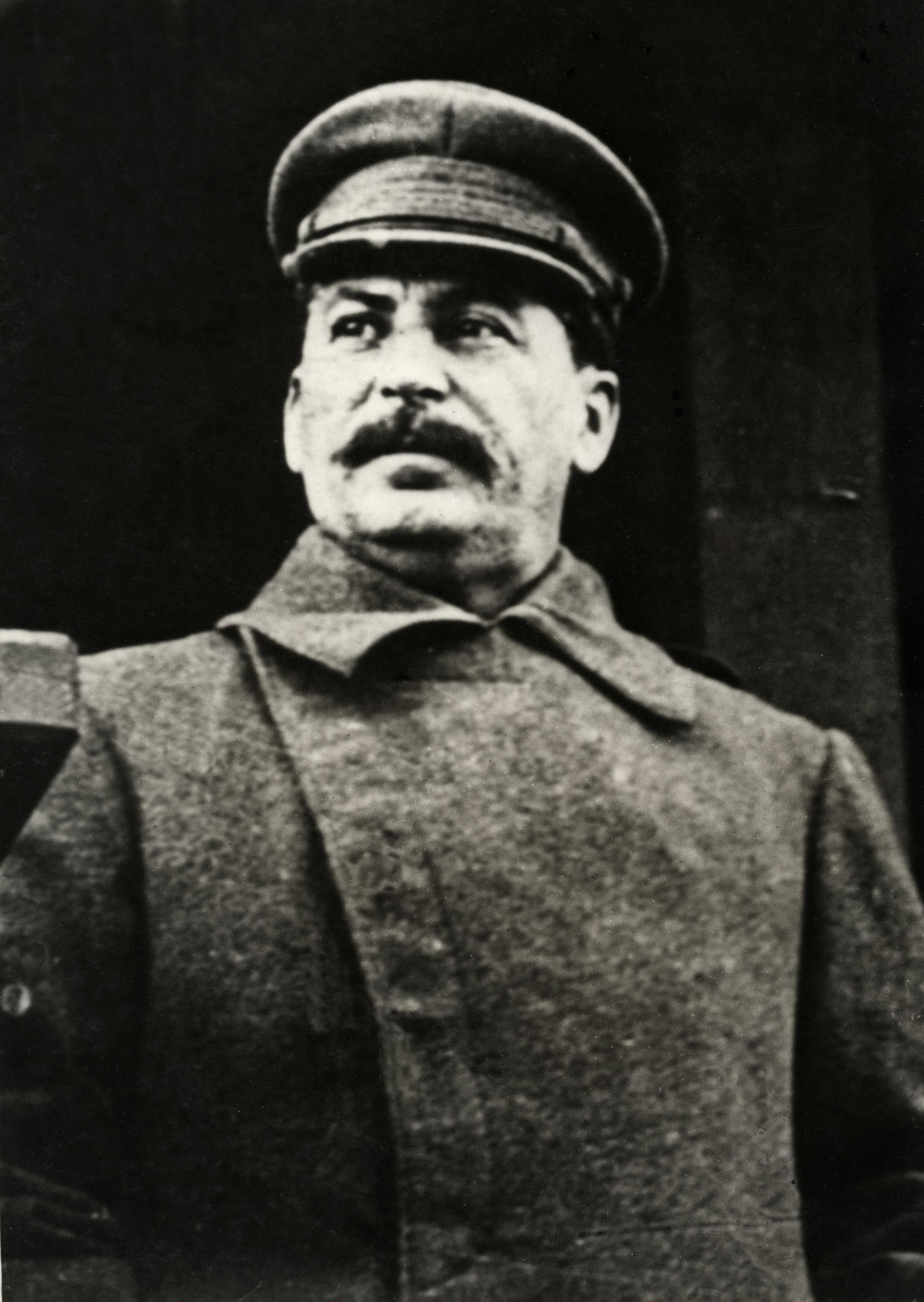
El líder soviético Iósif Stalin.

## Estilos
En algunos casos, el vello facial del bigote de morsa no solo cae sobre la boca, sino que también se extiende hacia abajo en cada esquina. La línea del cabello puede envolver las mejillas y conectarse a patillas del mismo grosor, como las usa el hombre por el que llevan el nombre, Ambrose Burnside .
Muchos hombres a lo largo de la historia han lucido un bigote de morsa. En Alemania, la morsa se asocia comúnmente con el canciller Otto von Bismarck. Otros hombres incluyen al actor Wilford Brimley, el entrenador de Kansas City Chiefs, Andy Reid, el presidente estadounidense de 1909 hasta 1919, Theodore Roosevelt, el exasesor de Seguridad Nacional y embajador de Estados Unidos ante las Naciones Unidas, John Bolton, el escritor estadounidense Mark Twain, el músico de rock David Crosby, el filósofo alemán Friedrich Nietzsche, los políticos polacos Józef Piłsudski y Lech Wałęsa, el exjugador de hockey profesional Lanny McDonald, los actores Stephen Fry y Sam Elliott, y el secretario general de la Unión Soviética, Iósif Stalin. Jamie Hyneman, de MythBusters, también es conocido por su bigote de morsa, una fuente común de humor con su coanfitrión Adam Savage.